# グナエウス・ゲヌキウス・アウェンティネンシス
グナエウス・ゲヌキウス・アウェンティネンシス（ラテン語: Gnaeusu Genucius Aventinensis、生没年不詳）は紀元前4世紀の共和政ローマの政治家。紀元前363年に執政官（コンスル）を務めた。

## 出自
ゲヌキウス氏族にはパトリキ（貴族）系もあるが、ゲヌキウス・アウェンティネンシス家はプレブス（平民）である。アウェンティネンシスのコグノーメン（第三名、家族名）は、アウェンティヌスの丘に由来し、そこには多くのプレブスが住んでいた。一族は、紀元前473年に暗殺された護民官グナエウス・ゲヌキウスの子孫にあたる。

## 経歴
紀元前363年、アウェンティネンシスは執政官に就任。同僚のパトリキ執政官はルキウス・アエミリウス・マメルキヌスである。この年、元老院の主たる関心ごとは神の怒りを鎮めることであった。ローマでの疫病の蔓延はすでに3年目に入っていた。元老院はルキウス・マンリウス・カピトリヌス・インペリオススを独裁官（ディクタトル）に任命し、インペリオススはルキウス・ピナリウスをマギステル・エクィトゥム（騎兵長官、独裁官副官）に指名した。ティトゥス・リウィウスによると、彼らの任務は敵と戦うことではなく、ユピテル・オプティムス・マキシムス神殿で釘打ちの儀式を行い、疫病の平癒を願うことであった。

## 参考資料
- ティトゥス・リウィウス『ローマ建国史』
- シケリアのディオドロス『歴史叢書』